# Castle Eden Dene
Castle Eden Dene är ett naturreservat i Storbritannien. Det ligger i County Durham i riksdelen England, i den centrala delen av landet, 400 km norr om huvudstaden London. Arean är 193 kvadratkilometer.